# زهرة الدم صوفية الأوراق
زهرة الدم صوفية الأوراق (الاسم العلمي: Haemanthus dasyphyllus) هي نوع من النباتات تتبع جنس زهرة الدم من فصيلة النرجسية.